# Nam Trang

Vị trí tại Miêu Lật

Nam Trang (tiếng Trung: 南庄鄉; bính âm: Nánzhuāng Xiāng) là một hương (xã) của huyện Miêu Lật, tỉnh Đài Loan, Trung Hoa Dân Quốc (Đài Loan). Hương nằm trên khu vực miền núi với thành phần cư dân đa dạng. Tổng diện tích của Nam Trang đạt 165,4936 km², dân số vào tháng 8 năm 2011 là 11.041 người thuộc 4.004 hộ gia đình, mật độ cư trú đạt 66,7 người/km².